# Atletica leggera ai Giochi della XXIII Olimpiade - Staffetta 4×400 metri maschile

Video della Finale

La staffetta 4×400 metri ha fatto parte del programma maschile di atletica leggera ai Giochi della XXIII Olimpiade. La competizione si è svolta nei giorni 10-11 agosto 1984 al «Memorial Coliseum» di Los Angeles.

## Presenze ed assenze dei campioni in carica
| Competizione      | Atleta           | Prestazione | Los Angeles 1984 |
| ----------------- | ---------------- | ----------- | ---------------- |
| Olimpiadi 1980    | Unione Sovietica | 3'01”1      | URSS assente     |
| Commonwealth 1982 | Inghilterra      | 3'05”45     | [ E 2 ]          |
| Europei 1982      | Germania Ovest   | 3'00"51     | Presente         |
| Asiatici 1982     | Giappone         | 3'06”75     | Presente         |
| Panamericani 1983 | Stati Uniti      | 3'00”47     | Presenti         |
| Africani 1982     | Kenya            | 3'05”61     | Presente         |
| Mondiali 1983     | Unione Sovietica | 3'00”79     | URSS assente     |

1. ↑  Per il boicottaggio.
2. ↑  Ai Giochi olimpici non gareggia come nazione a sé stante, ma sotto la bandiera della Gran Bretagna.

## Finale
| Pos | Paese         | Atleti                                                    | Tempo   |
| --- | ------------- | --------------------------------------------------------- | ------- |
|     | Stati Uniti   | Sunder Nix Ray Armstead Alonzo Babers Antonio McKay       | 2'57”91 |
|     | Gran Bretagna | Kriss Akabusi Garry Cook Todd Bennett Philip Brown        | 2'59”13 |
|     | Nigeria       | Sunday Uti Moses Ugbusien Rotimi Peters Innocent Egbunike | 2'59”32 |